# Frederick William Thomas
Frederick William Thomas (1867-1956) was een Brits Indiakundige en tibetoloog.
Thomas leerde Sanskriet van de invloedrijke oriëntalist Edward Byles Cowell aan de Universiteit van Cambridge. Tussen 1898 en 1927 was hij bibliothecaris bij de India Office Library (nu samengevoegd in de British Library). In 1927 werd hij benoemd tot Boden-professor in Sanskriet aan de Oxford-universiteit tot 1937. Onder zijn studenten bevond zich onder andere Harold Walter Bailey. 
Samen met Jacques Bacot werkte hij aan de publicatie van een collectie oude Tibetaanse historische teksten. Daarnaast bestudeerde hij ook zelfstandig een aantal Tibetaanse teksten die hij samenvoegde in de vierdelige Tibetan literary texts and documents concerning Chinese Turkestan en Ancient folk-literature from North-Eastern Tibet. Hij publiceerde eveneens een monografie over de taal Nam en hij schreef een niet gepubliceerd werk over de taal van Zhangzhung. Zijn catalogen van de Tibetaanse manuscripten uit Centraal-Azië die door Aurel Stein naar de India Office Library werden gebracht, werden pas gepubliceerd in het eerste decennium van de 21e eeuw.